# Omaha (Volk)

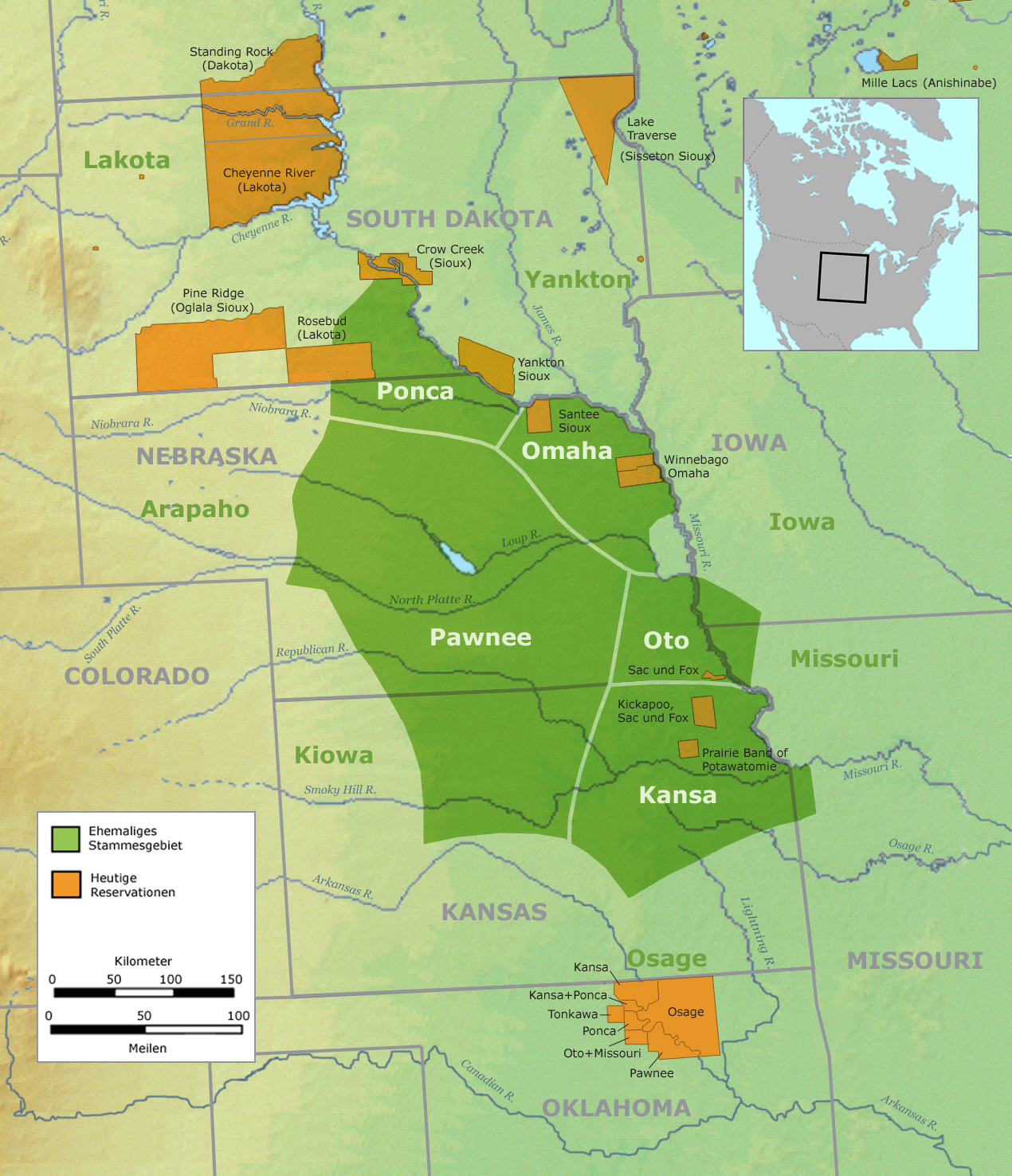
Ehemaliges Stammesgebiet der Omaha und benachbarter Stämme und heutige Reservationen in Nebraska und Oklahoma

Die Omaha sind ein nordamerikanischer Indianerstamm aus dem Dhegiha-Zweig der Sioux-Sprachfamilie. Der Name bedeutet: Die gegen den Wind oder Strom laufen. Zu Beginn des 19. Jahrhunderts lebten sie im nordöstlichen Nebraska am Missouri River. Die südlich der Omaha lebenden Osage nannten diese Pa-Ho-tse (en:Snow Head; de:Schneekopf).

## Wohngebiet
Wie die anderen Mitglieder dieser Sprachgruppe, nämlich (Osage, Ponca, Kansa und Quapaw), wanderten die Omaha von der Atlantikküste nach Westen, nachdem sie zuvor in Virginia, North und South Carolina gelebt hatten. Später zogen sie auf das Ozark-Plateau und in die Prärien des heutigen westlichen Bundesstaats Missouri.
Zu diesem Zeitpunkt trennten sich die fünf Stämme; die Omaha und Ponca zogen nordwärts in das heutige Minnesota, wo sie sich bis zum späten 17. Jahrhundert aufhielten. Dann wurden diese beiden Stämme von den wandernden Dakota weiter nach Westen gedrängt. Sie trennten sich im heutigen South Dakota und die Omaha zogen weiter an den Bow Creek in Nebraska.

## Kultur
Wie andere Präriestämme kombinierten die Omaha den Ackerbau mit der Jagd. Im Frühling und Herbst lebten sie in ortsfesten Dörfern mit kuppelförmigen Erdhütten, während sie mit transportablen Tipis in die Jagdsaison zogen. Die soziale Organisation der Omaha war durchdacht und bestand aus einem Klassensystem mit Häuptlingen, Priestern, Ärzten und Ratsmitgliedern. Die soziale Klasse wurde in der männlichen Linie vererbt, doch konnte ein Einzelner seinen Status durch den Erwerb von Pferden und Decken oder die Ausrichtung von Feiern verbessern.
Es gab 10 Clans, die in zwei die Erde und den Himmel verkörpernde Moieties eingeteilt waren. Erdclans hatten die Aufgabe, Kriegs- und Nahrungsbeschaffungs-Zeremonien auszurichten, während Himmelsclans die Zeremonien für übernatürlichen Beistand betreuten. Wenn der ganze Stamm bei der Bisonjagd im Sommer oder auf der Wanderung lagerte, wurden die Tipis in einem großen Kreis angeordnet, der die Stammesorganisation symbolisierte. Die Omaha erwarben besonderes Ansehen durch Mutproben im Krieg, wenn sie zum Beispiel einen Feind im Kampf berührten, wenn sie einen toten, von seinen Stammesangehörigen umgebenen Feind berührten, oder ein trainiertes Pferd aus dem Lager des Feindes entführten. Diese Berührung wurde Coup oder Counting Coup genannt. Töten und Skalpieren dagegen waren weniger bedeutende Erfolge.

## Geschichte

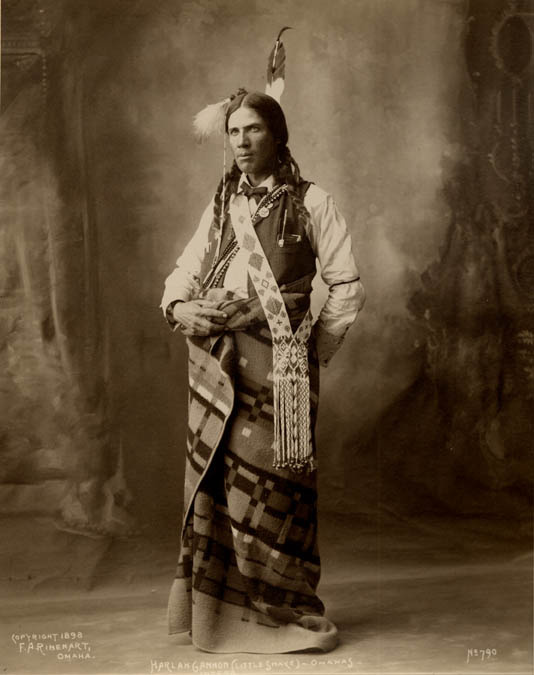
Little Snake, ein Omaha-Dolmetscher

Um das Jahr 1700 lebten die Omaha und Quapaw gemeinsam am Ohio und Wabash River. Auf dem Weg nach Westen trennten sich die beiden Stämme, die Quapaw siedelten im heutigen Arkansas und die Omaha zogen zum Missouri River im heutigen nördlichen Iowa. Hier spalteten sich die Ponca ab und die so geschwächten Omaha mussten dem Druck der Sioux-Stämme weichen und zogen um 1775 zum Bow Creek im nordöstlichen Nebraska, einem Nebenfluss des Missouri.
Unter der Führung von Häuptling Blackbird wurden die Omaha Ende des 18. Jahrhunderts der mächtigste Stamm in der Region. Er förderte den Handel mit den Spaniern und Franzosen und nutzte die Beziehungen auch, um sein Volk vor feindlichen Stämmen, besonders den Sioux, zu schützen. Die Omaha waren die ersten berittenen Plains-Indianer, wodurch sie zunächst weitaus größeren Stämmen durch ihre größere Beweglichkeit überlegen waren. Um 1795 lebte Blackbird mit 1.100 Stammesangehörigen im großen Dorf Tonwontonga auf der Westseite des Missouri südlich der heutigen Stadt Sioux City in Nebraska. Dort befindet sich heute eine Ausgrabungsstätte. Die Spanier bauten ein Fort in der Nähe und wurden zum ständigen Handelspartner der Omaha. Im Jahr 1800 suchte eine Pockenepidemie das Dorf heim und mindestens 400 Einwohner einschließlich Häuptling Blackbird starben. 1804 besuchten Lewis und Clark Tonwontonga und die Grabstätte Blackbirds auf einer Klippe am Missouri, bevor sie ihre Expedition fortsetzten.
Weitere Krankheiten und besonders der Druck der Sioux zwangen die Omaha nach Süden zu ziehen, wo sie zwischen 1819 und 1856 in Dörfern in der Nähe der heutigen Stadt Bellevue in Nebraska am Papillion Creek siedelten. 1856 verkauften die Omaha ihr Land an die Regierung der USA und stimmten einem Umzug in ihre heutige Reservation im nordöstlichen Nebraska und westlichen Iowa zu. Im Amerikanischen Bürgerkrieg (1861–1865) kämpften die Omaha auf der Seite der Nordstaaten. In den 1870er Jahren wurde der Bison auf den Großen Ebenen fast ausgerottet und die Omaha konnten nur mit Regierungshilfe überleben.

## Aktuelle Situation
Unter dem Namen Omaha Tribe of Nebraska wurde der Stamm bundesstaatlich anerkannt (Federally recognized tribe). Er umfasst aktuell über 5.000 eingetragene Mitglieder, von denen rund 3.000 in der Omaha Indian Reservation mit dem Hauptort Macy leben. Die rund 50,27 km² große Reservation liegt in den Countys Thurston, Cuming und Burt in Nebraska und zu einem kleinen Teil in Monona County in Iowa. Der Stamm wird von einem aus sieben Mitgliedern bestehenden Stammesrat regiert, der alle drei Jahre von den Bewohnern der Reservation neu gewählt wird. Der Stamm betreibt das Casino Omaha in der Nähe von Onawa in Iowa.
Die Bevölkerung der Omaha wurde 1780 auf 2.800 Mitglieder geschätzt, nach der Pockenepidemie um 1802 schrumpfte sie jedoch auf 300. In der Mitte des 20. Jahrhunderts lebten wieder etwa 1.500 Omaha in der Reservation in Nebraska und der US-Zensus aus dem Jahr 2000 ergab 5.298 Stammesangehörige.

## Bekannte Omaha
- Der uns wohl bekannteste Stammesangehörige ist der Schauspieler Rodney A. Grant. Seine Rolle als "Wind-In-Seinem-Haar" in Kevin Costners Film Der mit dem Wolf tanzt verhalf ihm zum Durchbruch und machte ihn über Nacht weltberühmt.
- Susan La Flesche Picotte, 1865–1915, war die erste indianische Ärztin. Sie gründete 1913 auf der Reservation ein Krankenhaus.
- Francis La Flesche, 1857–1932, US-amerikanischer Ethnologe